# Assedio di Banu Qurayza
L'assedio di Banu Qurayza ebbe luogo nel mese islamico di Dhul Qa'dah, a gennaio del 627 d.C. (anno 5 dopo l'Egira del calendario islamico), successivamente alla battaglia del Fossato.
I Banu Qurayza, una tribù ebraica un tempo residente a Medina, sebbene alleata ai musulmani e che aveva persino fornito loro equipaggiamento per scavare il fossato durante la Battaglia del Fossato, si rifiutò di combattere nella battaglia poiché offesa dagli attacchi di Maometto agli ebrei. Waqidi afferma che Maometto avesse un trattato con la tribù, che fu strappato. Norman Stillman e Watt ritengono che tale trattato fosse "dubbioso", sebbene Watt creda che i Qurayza avessero concordato di non aiutare i nemici di Maometto contro di lui. Secondo Safiur Rahman Mubarakpuri, Peters, Stillman, Guillaume, Inamdar e Ibn Kathir, il giorno del ritiro dei Meccani, Maometto guidò le sue forze contro i Banu Qurayza. Secondo la tradizione musulmana, gli era stato ordinato da Dio di farlo. Ibn Kathir cita come motivo la violazione del patto con Maometto: "Banu Qurayzah ruppe il patto che esisteva tra loro e il messaggero di Allah".
I Banu Qurayza furono assediati per 25 giorni fino alla resa. I Banu Aws, una delle due tribù arabe di Medina che erano diventate seguaci di Maometto e parte degli Ansar, chiesero a Maometto di trattare con clemenza i Banu Qurayza, poiché erano la loro tribù cliente. Maometto propose allora che un uomo dei Banu Aws emettesse il giudizio, e loro accettarono. Nominò quindi Sa'd ibn Mu'adh, gravemente ferito da una freccia. Sa'd dichiarò che la sua decisione sarebbe stata: "Gli uomini devono essere uccisi, le proprietà divise e le donne e i bambini presi come schiavi". Maometto approvò la sentenza, definendola conforme al decreto di Dio pronunciato sopra il settimo cielo. Successivamente, quasi tutti i membri maschi della tribù che avevano raggiunto la pubertà furono decapitati. Il giurista musulmano Tabari cita un numero di uccisi tra 600 e 900. Gli hadith sunniti non specificano il numero di uccisi, ma affermano che una donna e tutti i maschi pubescenti furono uccisi. Secondo Ibn Kathir, i versetti coranici sura XXXIII:26-27 e sura XXXIII:9-10 riguardano l'attacco contro i Banu Qurayza.